# Cleveland Barons (1937–1973)

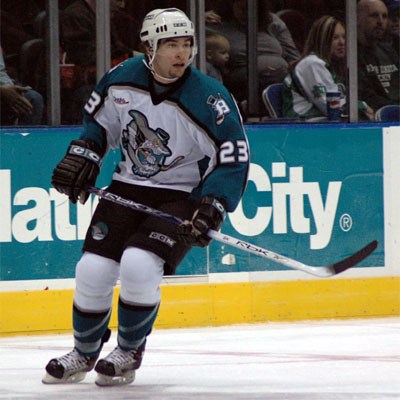
V letech 2001-2006 hrál v AHL stejnojmenný klub Cleveland Barons - jednalo se o farmu San Jose Sharks, na obrázku jeho hráč Josh Hennessy

Cleveland Barons byl profesionální americký klub ledního hokeje, který sídlil v Clevelandu ve státě Ohio. Své domácí zápasy "Baroni" hráli v Cleveland Areně, která byla v roce 1977 zdemolována. Toto mužstvo soutěž devěktrát vyhrálo, což dodnes překonal pouze celek Hershey Bears, který Cleveland v roce 2006 dorovnal devátým titulem a v roce 2009 jej překonal. Klub hrál v AHL od sezony 1937/38 do 1972/73. V únoru 1973 se klub přesunul do Jacksonville, tam odehrál pod názvem Jacksonville Barons ročník 1973/74 a zanikl.
Celek se stejným názvem hrál v letech 1976-78 NHL. I v AHL se název Cleveland Barons objevil ještě jednou - v letech 2001-2006. Dnes město Cleveland reprezentuje v AHL klub Lake Erie Monsters.

## Úspěchy klubu
Zdroj: 
- Vítěz AHL - 9x (1938/39, 1940/41, 1944/45, 1947/48, 1950/51, 1952/53, 1953/54, 1956/57, 1963/64)
- Vítěz základní části - 8x (1937/38, 1943/44, 1944/45, 1946/47, 1947/48, 1949/50, 1950/51, 1952/53)
- Vítěz divize - 10x (1937/38, 1940/41, 1943/44, 1944/45, 1946/47, 1947/48, 1949/50, 1950/51, 1952/53, 1961/62)

## Klubové rekordy
Góly: 410, Fred Glover
Asistence: 695, Fred Glover
Body: 1105, Fred Glover
Trestné minuty: 2164, Fred Glover
Sezon: 16, Fred Glover
Odehrané zápasy: 981, Bill Needham